# Chilodes obsoleta
Chilodes obsoleta là một loài bướm đêm trong họ Noctuidae.